# ساو جوزيه داس بالميراس
ساو جوزيه داس بالميراس (بالبرتغالية: São José das Palmeiras‏)؛ بلدية في ولاية بارانا في المنطقة الجنوبية من البرازيل.